# Resolució 1441 del Consell de Seguretat de les Nacions Unides
La Resolució 1441 del Consell de Seguretat de les Nacions Unides fou adoptada per unanimitat el 8 de novembre de 2002. S'hi oferia a l'Iraq sota Saddam Hussein «una última oportunitat per complir amb les seves obligacions de desarmament que s'havia establert en diverses resolucions anteriors» (resolucions 660, 661, 678, 686, 687, 688, 707, 715, 986 i 1284).
La resolució 1441 va declarar que l'Iraq violava de manera significativa els termes d'alto el foc presentats en els termes de la Resolució 687. Les infraccions de l'Iraq es referien no sols a les armes de destrucció massiva, sinó també a la construcció coneguda de tipus prohibits de míssils, la compra i importació d'armaments prohibits i la negativa contínua de l'Iraq a indemnitzar Kuwait pels saqueigs generalitzats efectuats per les seves tropes durant la invasió i ocupació de Kuwait en 1990-1991. També va declarar que «…declaracions falses o omissions en les declaracions presentades per l'Iraq d'acord amb aquesta resolució i el fracàs de l'Iraq en tot moment de complir i cooperar plenament en l'aplicació de la present resolució, constituiran una infracció material addicional de les obligacions de l'Iraq».

## Aprovació de la resolució

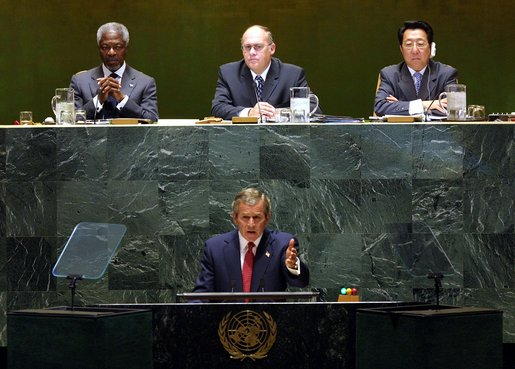
George W. Bush dirigint-se a l'Assemblea General de les Nacions Unides el 12 de setembre de 2002 per delinear les queixes dels Estats Units contra el govern iraquià.

El 12 de setembre de 2002, el president dels Estats Units George W. Bush es va dirigir a l'Assemblea General i va esbossar un catàleg de queixes contra el govern iraquià. Aquests incloïen:
- «En violació de la Resolució 1373 del Consell de Seguretat de les Nacions Unides, l'Iraq dona suport a les organitzacions terroristes que dirigeixen la violència contra Iran, Israel i els governs occidentals […] I se sap que els terroristes d'Al-Qaeda fugits de l'Afganistan s'estan a l'Iraq.»
- La Comissió de Drets Humans de les Nacions Unides el 2001 va trobar «extremadament greus» violacions de drets humans.
- Iraq produeix i fa servir armes de destrucció massiva (armes biològiques, armes químiques i míssils de llarg abast), tot en violació de les resolucions dels Estats Units.
- Iraq utilitza els ingressos procedents del «Programa Petroli per Aliments» de l'Organització de les Nacions Unides per comprar armes i no menjar per a la seva gent.
- Iraq va violar flagrantment els termes del programa d'inspecció d'armes abans de suspendre'l completament.

Després del discurs, es van iniciar negociacions intensives amb altres membres del Consell de Seguretat. En particular, es coneixia que tres membres permanents (amb poder de veto) del Consell tenien dubtes sobre la invasió de l'Iraq: Rússia, Xina i França.
Mentrestant, l'Iraq, tot i negar tots els càrrecs, va anunciar que permetria tornar a deixar entrar els inspectors d'armes de les Nacions Unides a l'Iraq. Els Estats Units van considerar això com un estratagema de l'Iraq i van continuar demanant una resolució del Consell de Seguretat que autoritzés l'ús de la força militar.
El text de la resolució va ser redactat conjuntament pels Estats Units i el Regne Unit, com a resultat de vuit setmanes de negociacions tumultuoses, particularment amb Rússia i França. França va qüestionar la frase «conseqüències greus» i va declarar repetidament que qualsevol «incompliment material» que els inspectors no trobessin de manera automàtica conduiria a la guerra; en comptes d'això, l'ONU hauria de passar una altra resolució decidint sobre el curs de l'acció. A favor d'aquesta opinió, el fet que les resolucions anteriors que legitimaven la guerra sota el Capítol VII de la Carta de les Nacions Unides van utilitzar termes molt més forts, com «[…] tots els mitjans necessaris […]» a la Resolució 678 el 1990 i que la Resolució 1441 declarava que el Consell de Seguretat «continuarà a ocupar-se de la qüestió».

## Votació del Consell de Seguretat
El 8 de novembre de 2002, el Consell de Seguretat va aprovar la Resolució 1441 per un vot unànime de 15-0; Rússia, Xina, França i els estats àrabs, com Síria van votar a favor, donant a la Resolució 1441 un suport més ampli que fins i tot la resolució de la Guerra del Golf de 1990.
Tot i que alguns polítics han argumentat que la resolució podria autoritzar la guerra en determinades circumstàncies, els representants de la reunió van tenir clar que aquest no era el cas. L'ambaixador dels Estats Units a les Nacions Unides, John Negroponte, va dir
| « | Aquesta resolució no conté «desencadenants amagats» ni «automaticitat» respecte a l'ús de la força. Si hi ha una nova infracció de l'Iraq, notificada al Consell per la UNMOVIC, l'Agència Internacional de l'Energia Atòmica o un Estat membre, la qüestió tornarà al Consell per a les discussions que cal en el paràgraf 12. La resolució deixa clar que qualsevol incompliment de l'Iraq no és acceptable i que l'Iraq ha d'estar desarmat. I, d'una manera o altra, l'Iraq serà desarmat. Si el Consell de Seguretat no actua de manera decisiva en cas de noves violacions de l'Iraq, aquesta resolució no impedeix que cap Estat membre actuï per defensar-se de l'amenaça que suposa l'Iraq o per fer complir les resolucions pertinents de les Nacions Unides i protegir la pau i la seguretat mundials. | » |

L'ambaixador del Regne Unit, copatrocinador de la resolució, va dir:
| « | Hem sentit en veu alta i clara durant les negociacions les preocupacions sobre «automaticitat» i «desencadenants amagats» —la preocupació que, per una decisió tan crucial, no hem de precipitar-nos en accions militars; que en una decisió tan crucial el Consell hauria de debatre qualsevol violació iraquiana. Permetin-me que sigui igual de clar en la resposta […] No hi ha automaticitat en aquesta resolució. Si l'Irac torna a violar les seves obligacions de desarmament, la qüestió tornarà al Consell a debat, tal com cal en el paràgraf 12. Esperem que el Consell de Seguretat respongui amb les seves responsabilitats. | » |

El missatge va ser confirmat per l'ambaixador a Síria:
| « | Síria va votar a favor de la resolució, perquè havia rebut garanties dels seus patrocinadors, els Estats Units d'Amèrica i el Regne Unit, i de França i Rússia a través de contactes d'alt nivell, que no seria utilitzada com a pretext per atacar l'Iraq i que no constitueix una base per a cap atac automàtic contra l'Iraq. La resolució no s'ha d'interpretar, a través de certs paràgrafs, com l'autorització a un Estat per utilitzar la força. Reafirma el paper central del Consell de Seguretat en abordar totes les fases del problema iraquià. | » |

## Implementació de la resolució
Iraq va acceptar la Resolució el 13 de novembre i els inspectors d'armes van tornar-hi el 27 de novembre, dirigits per Hans Blix de la Comissió de Seguiment, Verificació i Inspecció de les Nacions Unides (UNMOVIC) i Mohamed al-Baradei de l'Agència Internacional de l'Energia Atòmica (AIEA). Els inspectors no eren a Iraq des del desembre de 1998, quan van retirar-se immediatament abans de l'Operació Guineu del Desert.
Els inspectors van començar a visitar llocs on es sospitava que s'hi produïen armes de destrucció massiva, però no n'hi van trobar proves, excepte 18 coets químics no declarats de 122 mm que van ser destruïts sota la supervisió de la UNMOVIC. Com es va descobrir després de la invasió de l'Iraq, no hi havia producció d'armes de destrucció massiva, i no existien excedents. Els inspectors estatunidencs també van detectar que els míssils Al-Samoud 2 i Al-fatah violaven les restriccions del rang de l'ONU, els primers també van ser parcialment destruïts sota la supervisió de la UNMOVIC. El debat sobre la Resolució 1441, per tant, versa sobre si, malgrat l'absència d'armes de destrucció massiva i l'acceptació d'inspeccions, l'Iraq no va complir els termes de la Resolució i si es justificava una invasió a falta de noves resolucions per part del Consell de Seguretat de l'ONU.
El 7 de desembre de 2002, l'Iraq va presentar la seva declaració d'armes de 12.000 pàgines amb l'ONU per complir els requisits d'aquesta resolució. Els cinc membres permanents del Consell de Seguretat van rebre versions no editades de l'informe, mentre que una versió editada era disponible per a altres Estats membres de l'ONU. El 19 de desembre Hans Blix va declarar, davant les Nacions Unides, respecte a l'informe de l'Iraq del 7 de desembre (versió no publicada): «Durant el període 1991-1998, l'Iraq va presentar nombroses declaracions anomenades plenes, definitives i completes. Malauradament, moltes d'aquestes declaracions van resultar inexactes o incompletes, o no van ser recolzades o contrastades per l'evidència. En aquests casos, no es pot confiar que s'hagin eliminat els programes o ítems proscrits». Al març, Blix va declarar que l'informe del 7 de desembre no havia aportat cap prova documental nova.
L'Iraq continuava sense tenir en compte molts recursos químics i biològics substancials que els inspectors de la UNMOVIC havien confirmat ja existents fins a 1998. Iraq va afirmar que havia eliminat les reserves d'antrax en un lloc específic, però la UNMOVIC va trobar que això era impossible de confirmar, ja que l'Iraq no va permetre que la destrucció fos testimoniada pels inspectors de conformitat amb les resolucions pertinents. Les proves químiques fetes al lloc no van poder demostrar que s'hi hagi destruït antrax. Hans Blix i Mohamed al-Baradei van presentar diversos informes a l'ONU detallant el nivell de compliment de l'Iraq amb la Resolució 1441.
El 27 de gener de 2003, l'inspector de seguretat de les Nacions Unides, Blix, es va dirigir al Consell de Seguretat de l'ONU i va declarar que «l'Iraq sembla no haver rebut una veritable acceptació, ni tan sols avui, del desarmament que se li exigia i que cal fer per guanyar la confiança del món i de viure en pau». Blix va declarar que el règim iraquià presumptament havia extraviat 1.000 tones d'agent nerviós VX, una de les més tòxiques que s'havia desenvolupat.
A mitjan febrer, els problemes d'anthrax, l'agent nerviós VX i els míssils de llarg abast no es van resoldre. L'informe de 7 de març de Blix va declarar que «l'Iraq, amb un sistema administratiu molt desenvolupat, hauria de poder donar més proves documentals sobre els seus programes d'armes proscrits. Tan sols s'han publicat uns quants documents nous fins ara i s'han lliurat des que vam començar les inspeccions.»
L'informe de Blix's també va dir:
| « | Què hem de fer d'aquestes activitats? Es pot evitar amb prou feines la impressió que, després d'un període de cooperació una mica renuent, les iniciatives des del costat iraquià es van accelerar des de final de gener. Això és benvingut, però el valor d'aquestes mesures ha de ser jutjat per quants senyals d'interrogació tenen èxit en l'eliminació. Encara no està clar. En aquest context, es pregunta ara si Iraq ha cooperat «de manera immediata, incondicionalment i activament» amb UNMOVIC, segons calgui en virtut del paràgraf 9 de la resolució 1441 (2002), les respostes es poden veure a partir de les descripcions fàctiques que he proporcionat, però si es desitgen més respostes directes, diria el següent: El bàndol iraquià ha intentat en ocasions unir condicions, com ho feia en relació amb els helicòpters i els avions U-2. No obstant això, l'Iraq no ha persistit en aquestes o altres condicions per a l'exercici de cap dels nostres drets d'inspecció. Si ho fes, n'informaríem. És obvi que, si bé les iniciatives nombroses, que ara es prenen pel costat iraquià per resoldre alguns aspectes de desarmament obert fa temps, es poden considerar «actius» o fins i tot «proactius», aquestes iniciatives a 3-4 mesos de la resolució no es pot dir que constitueixin una cooperació immediata. Tampoc cobreixen necessàriament totes les àrees rellevants. Tanmateix, són benvinguts i UNMOVIC els respon amb l'esperança de resoldre problemes de desarmament actuals sense resoldre. | » |

En aquest moment, l'Administració dels Estats Units va afirmar que l'Iraq continuava violant les resolucions de les Nacions Unides i que, de conformitat amb el 1441, el Consell de Seguretat havia de ser convocat immediatament «per tal de considerar la situació i la necessitat de complir plenament totes les resolucions pertinents del Consell, per garantir la pau i la seguretat internacionals».
Abans de la reunió, el president francès Jacques Chirac va declarar el 10 de març que França vetaria qualsevol resolució que conduís automàticament a la guerra. Això va provocar consternació pels governs dels Estats Units i britànic. L'impuls de la Gran Bretanya per la unanimitat i una «segona resolució» es va abandonar efectivament en aquest moment.
Al capdavant de la reunió, es va fer evident que la majoria dels membres del Consell de Seguretat s'oposaven a qualsevol resolució que conduís a la guerra. Com a resultat, no es va presentar tal resolució al Consell.
A la conferència de les Açores del 16 de març, Tony Blair, George W. Bush, el primer ministre espanyol José María Aznar i el primer ministre portuguès José Manuel Barroso, que va acollir la trobada, va anunciar el termini imminent del 17 de març per a un compliment complet de l'Iraq, amb declaracions com «Demà és un moment de veritat per al món». El dia 17, els discursos de Bush i el Secretari d'Estat per als Afers Estrangers i del Commonwealth, Jack Straw van declarar explícitament que el període de diplomàcia havia acabat, tal com es va declarar la prohibició de la Resolució 1441 de donar a l'Iraq nous oportunitats de compliment i que no es demanaria més autorització de l'ONU abans d'una invasió a l'Iraq (vegeu invasió de l'Iraq de 2003). Els Estats Units i el Regne Unit, tot i admetre que aquesta resolució era diplomàticament desitjable, van insistir que a l'Iraq se li havia donat prou temps (tenint en compte també el temps des de les primeres resolucions de desarmament de 1991) per desarmar-se o provar-ho. Que la guerra estava legitimada per la resolució 1441 i anteriors resolucions de l'ONU. Els membres no permanents del Consell de Seguretat; Espanya i Portugal, es van alinear amb els Estats Units i Gran Bretanya. No obstant això, aquesta posició adoptada per l'administració de George W. Bush i els seus partidaris va ser disputada —i encara ho és— per nombrosos experts jurídics. Segons la majoria dels membres del Consell de Seguretat, correspon al propi consell, i no pas als membres individuals, determinar com s'han d'aplicar les resolucions del cos.

## Conseqüències
El govern de Bush va encarregar a l'Iraq Survey Group que determinés si, de fet, existia cap arma de destrucció massiva a Iraq. Després d'un any i la meitat de combinar meticulosament pel país, els propis inspectors de l'administració van informar:
| « | Mentre que es va ser descoberta una petita quantitat de municions químiques abandonades i antigues, ISG considera que l'Iraq va destruir unilateralment les seves reserves d'armes químiques no declarades el 1991. No hi ha indicis creïbles que Bagdad hagi reprès la producció de municions químiques després, una política que ISG atribueix al desig de Bagdad de veure aixecades les sancions, o van ser ineficaces, o la seva por de la força contra ella si es descobrissin armes de destrucció massiva. | » |

Charles A. Duelfer i l'Iraq Survey Group van fer la revisió. A l'octubre de 2004, Bush va dir sobre l'anàlisi de Duelfer: «L'inspector principal d'armes, Charles Duelfer, ha emès ara un informe complet que confirma la conclusió anterior de David Kay que l'Iraq no tenia cap de les armes que el nostre servei d'intel·ligència creia que hi havia».